# Baszta Spasska
Baszta Spasska (ros. Спасская башня) – baszta bramna, jeden z obiektów fortyfikacyjnych w obrębie umocnień Kremla w Moskwie, na wschodniej pierzei murów kremlowskich od strony placu Czerwonego. Jeden z najbardziej rozpoznawanych elementów architektonicznych kompleksu kremlowskiego. Posiada zegar wieżowy z kurantami, wydzwaniającymi oficjalny czas moskiewski.

## Historia
Wybudowana na zlecenie cara Iwana III Wielkiego pod kierunkiem włoskiego architekta Pietro Solariego w roku 1491, jako element nowych, ceglanych fortyfikacji obronnych Moskwy, w miejscu dawnej baszty Frołowskiej. Swą początkową nazwę (Baszta Frołowska) odziedziczyła po poprzedniczce. Nazwa wiązała się z sąsiadującym z basztą soborem pod wezwaniem Frola i Laura. Obecna nazwa (ros. Спасская башня) pochodzi od ikony Obrazu Chrystusa Zbawiciela Nie Ludzką Ręką Uczynionego oraz ikony Chrystusa Zbawiciela Smoleńskiego (ros. Спас, Spas – Zbawiciel), które zostały umieszczone na fasadzie baszty, nad bramą wjazdową, w roku 1658. Jako pierwsza z baszt kremlowskich otrzymała wielopoziomowe zadaszenie z manierystycznymi ozdobami, figurkami oraz zegar wieżowy z kurantami, według projektu Bażena Ogurcowa i Christophera Hallowaya (1624-1625). Służyła jako główne, reprezentacyjne wejście na Kreml. W 1628 wskutek pożaru doznała licznych uszkodzeń. W połowie XVII w. szczyt wieży ozdobił dwugłowy carski orzeł, a drewniany most nad fosą zastąpiono kamiennym, o długości 42 m i szerokości 10 m. Most ten, istniejący do 1812 r., był okupowany przez sprzedawców książek. W 1707 zegar i kuranty zostały wymienione na wykonane w Amsterdamie (zegarmistrzowie: J. Garnow, N. Jakowlew). Obecny zegar w wieży wykonano w wytwórni braci Butenopów i zainstalowano w latach 1851–1852. W 1868 r. baszta była gruntownie odnowiona, pod kierunkiem P. A. Gierasimowa. W 1917 r. baszta uległa poważnym uszkodzeniom, wskutek ostrzału artyleryjskiego. Do roku 1918 została kompletnie odnowiona. W 1935 roku dwugłowego orła carskiego na szczycie wieży zastąpiono pięcioramienną gwiazdą czerwoną.

## Opis
Wysokość całkowita: 71 m (bez gwiazdy: 67,3 m), grubość murów: do 3,6 m, obwód u podstawy: 68,2 m.
Dziesięciopoziomowa, u podstawy czworokątna, dach wieżowy wysoki, oktaedryczny z ośmioma fasetkowatymi oknami pod szczytem, kryty kolorową dachówką. Ściany ceglane, podwójne, z wewnętrzną klatką schodową. Brama flankowana przez dwa małe bastiony (obecnie przekształcone na strażnice), mury zwieńczone blankami gibelińskimi.
Na fasadzie znajduje się dwujęzyczna inskrypcja fundacyjna:
| IOANNES VASILII DEI GRATIA MAGNUS/ DUX VOLODIMERIAE, MOSCOVIAE, NOV/OGARDIAE, TFERIAE, PLESCOVIAE, VETICIAE,/ ONGARIAE, PERMIAE, BUOLGARIAE ET/ ALIAS TOTIUSQ(UE) RAXIE D(OMI)NUS,/ A(N)NO 30 IMPERII SUI HAS TURRES CO(N)DERE/ F(ECIT) ET STATUIT PETRUS ANTONIUS SOLARIUS/ MEDIOLANENSIS A(N)NO N(ATIVIT) A(TIS) D(OM)INI 1491 K(ALENDIS) M(ARTIIS) I(USSIT) P(ONERE) |

| В ЛЕТО 6999 ИУЛИА БОЖИЕЮ МИЛОСТИЮСДЕЛАНА БЫСТ СИА СТРЕЛНИЦА ПОВЕЛЕНИЕМЬ/ ИОАННА ВАСИЛЬЕВИЧА ГДРА И САМОДРЪЖЦА ВСЕЯ РУСИИ И ВЕЛИКОГО КНЗЯ ВОЛО/ДИМЕРЬСКОГО И МОСКОВСКОГО И НОВОГОРОДСКОГО ИПСКОВСКОГО И ТВЕРЬСКОГО И ЮГ/ОРСКОГО И ВЯТСКОГО ИПЕРМСКОГО И БОЛГАРСКОГО И ИНЫХ ВЪ 30 Е ЛЕТО ГДР/ЬСТВАЕГО А ДЕЛАЛЪ ПЕТРЪ АНТОНИЕ ОТ ГРАДА МЕДИОЛАНА |

(w tłumaczeniu z łac.: Iwan Wasylewicz z Bożej łaski wielki książę włodzimierski, moskiewski, nowogrodzki, twerski, pskowski, wiacki (j)ugorski, permski, bułgarski i pan całej Rusi, w 30. roku swego panowania rozkazał zbudować tę wieżę, polecenie wykonał Piotr Antoni Solari, Mediolańczyk, 1 marca Roku Pańskiego 1491).
Bogate zdobienia malarskie, wyobrażonym na ikonach postaciom Chrystusa Zbawiciela towarzyszą wizerunki klęczących św. Sergiusza z Radoneża i Warłaama Chutyńskiego. Dekoracje malarską uzupełnia ikona chusty św. Weroniki, na wewnętrznej ścianie baszty, od strony Kremla, w towarzystwie wizerunków świętych Piotra i Aleksego. Ikony zostały wykonane techniką ‘al fresco’. Wieża ozdobiona jest rzeźbami św. Jerzego na koniu i św. Dymitra Sołuńskiego (XV w., N. Jermolin).
Zegar wieżowy zajmuje trzy poziomy, ma cztery tarcze (po jednej na każdej ze ścian) o średnicy 6,12 m każda, wskazówki mają 2,97 m i 3,28 m. Cały mechanizm zegarowy ma masę ok. 25 ton. Kuranty: 9 dzwonów wybijających kwadranse (po 320 kg każdy), 1 dzwon wybijający godziny (2211 kg). Czas pokazywany jest zsynchronizowany z oficjalnym czasem kontrolowanym przez moskiewski Instytut Astronomiczny Sternberga. O godz. 12 i 6 kuranty grają hymn Federacji Rosyjskiej.

## Badania archeologiczne
W obrębie baszty znaleziono cztery skarby, z których najstarszy pochodził z czasu inwazji Wielkiej Hordy Mongolskiej (1238 r.), a największy składał się z 34769 monet, 23 srebrnych przedmiotów i 3 dużych pereł.

## Galeria

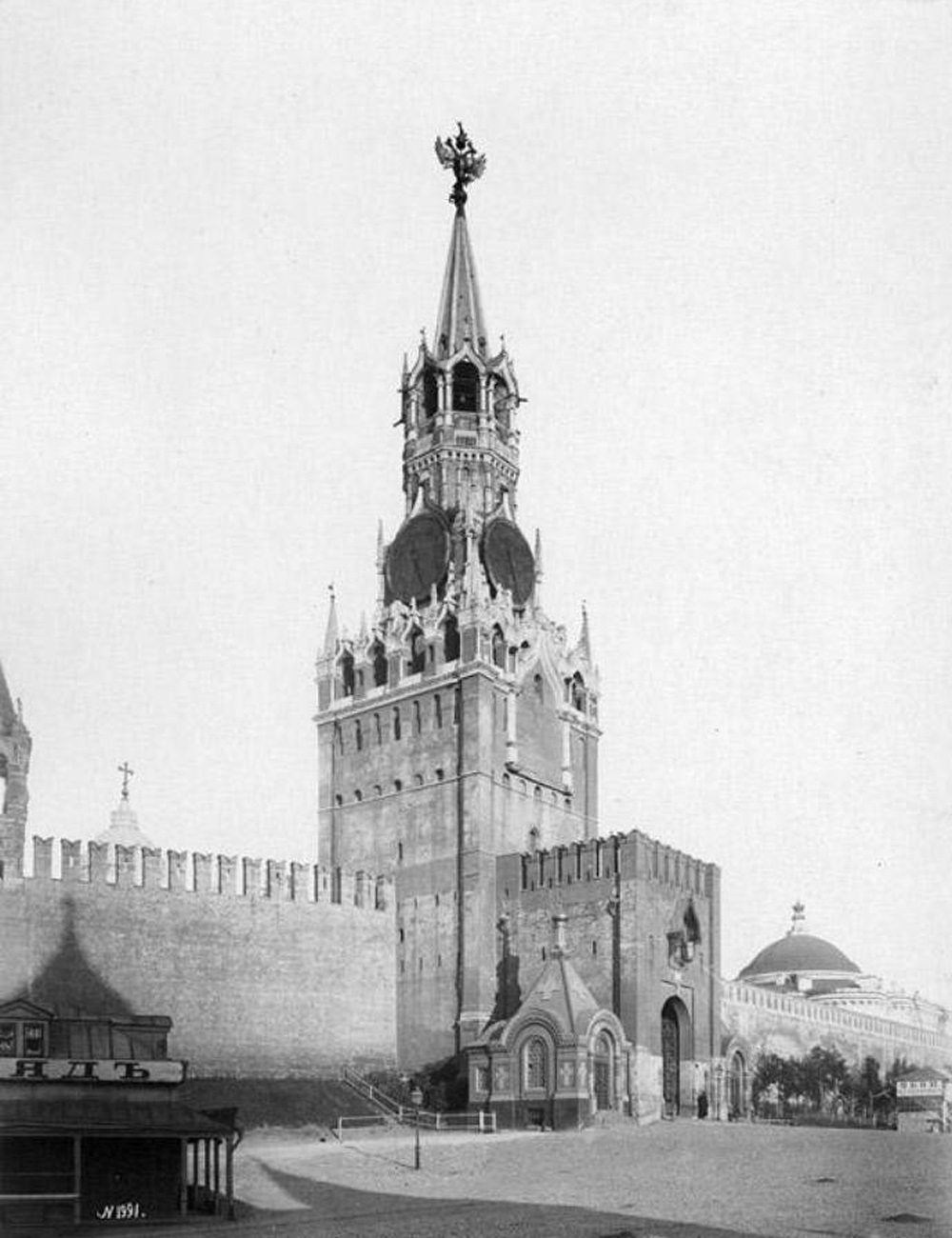
Baszta Spasska w 1880
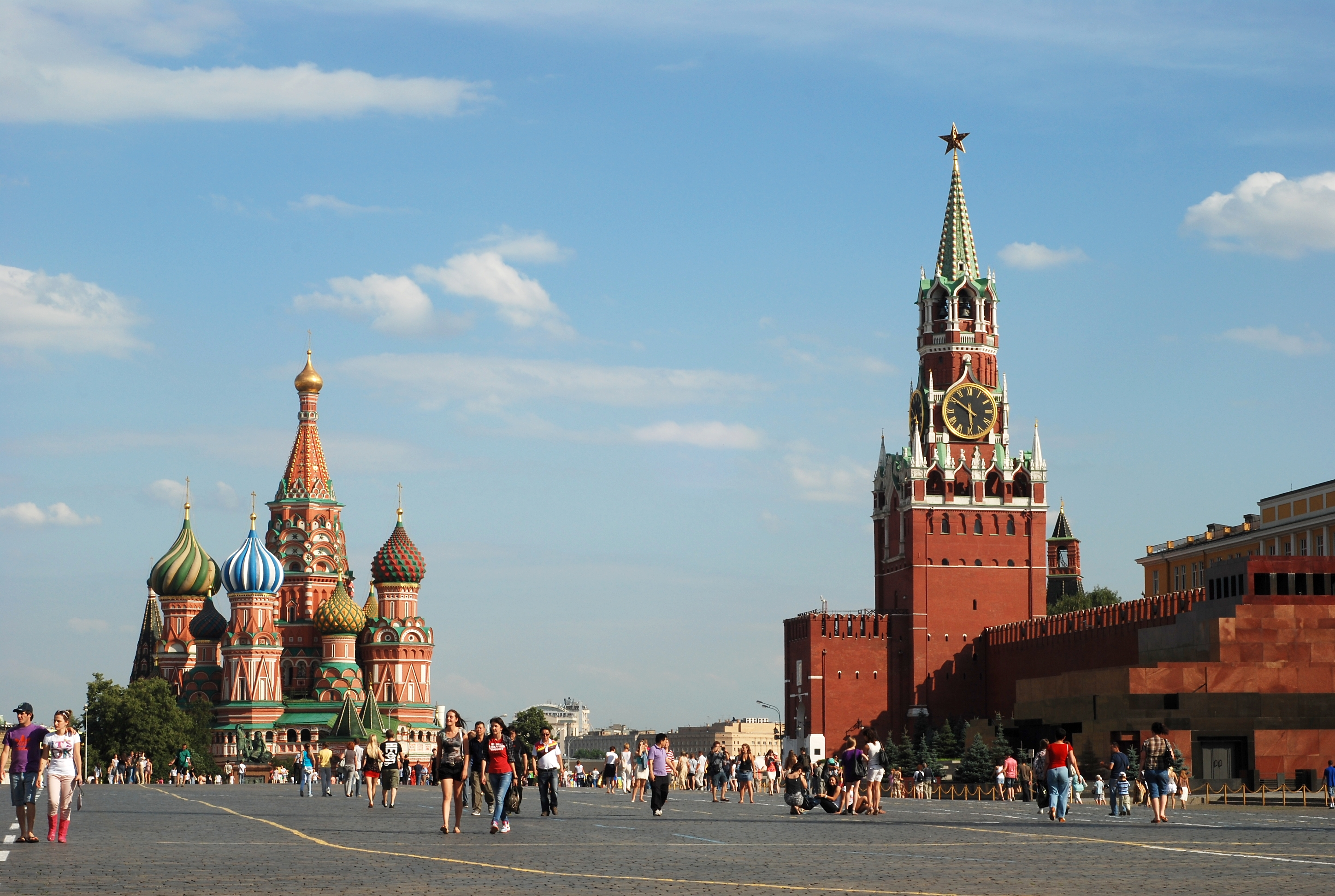
Baszta Spasska
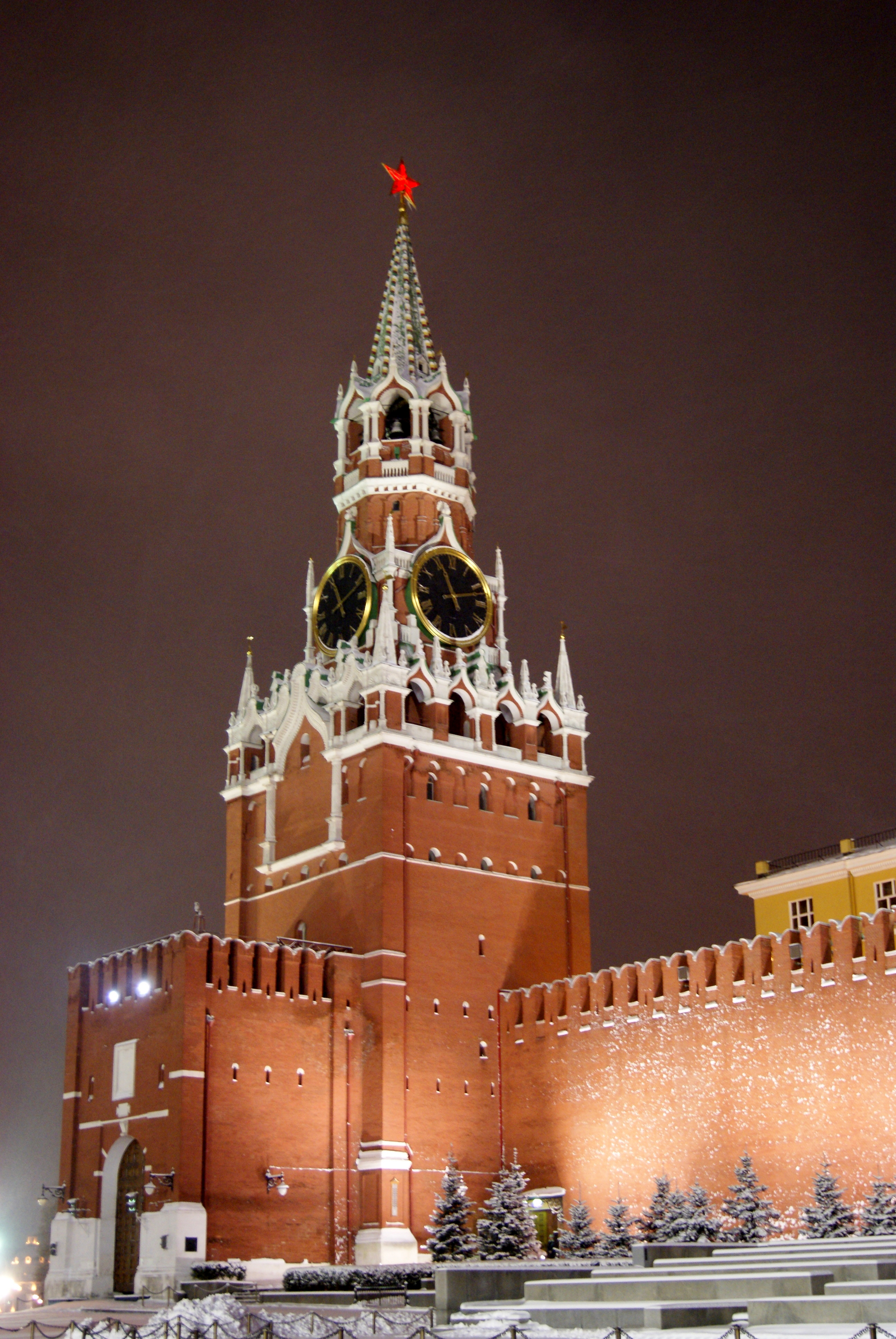
Baszta Spasska w nocy
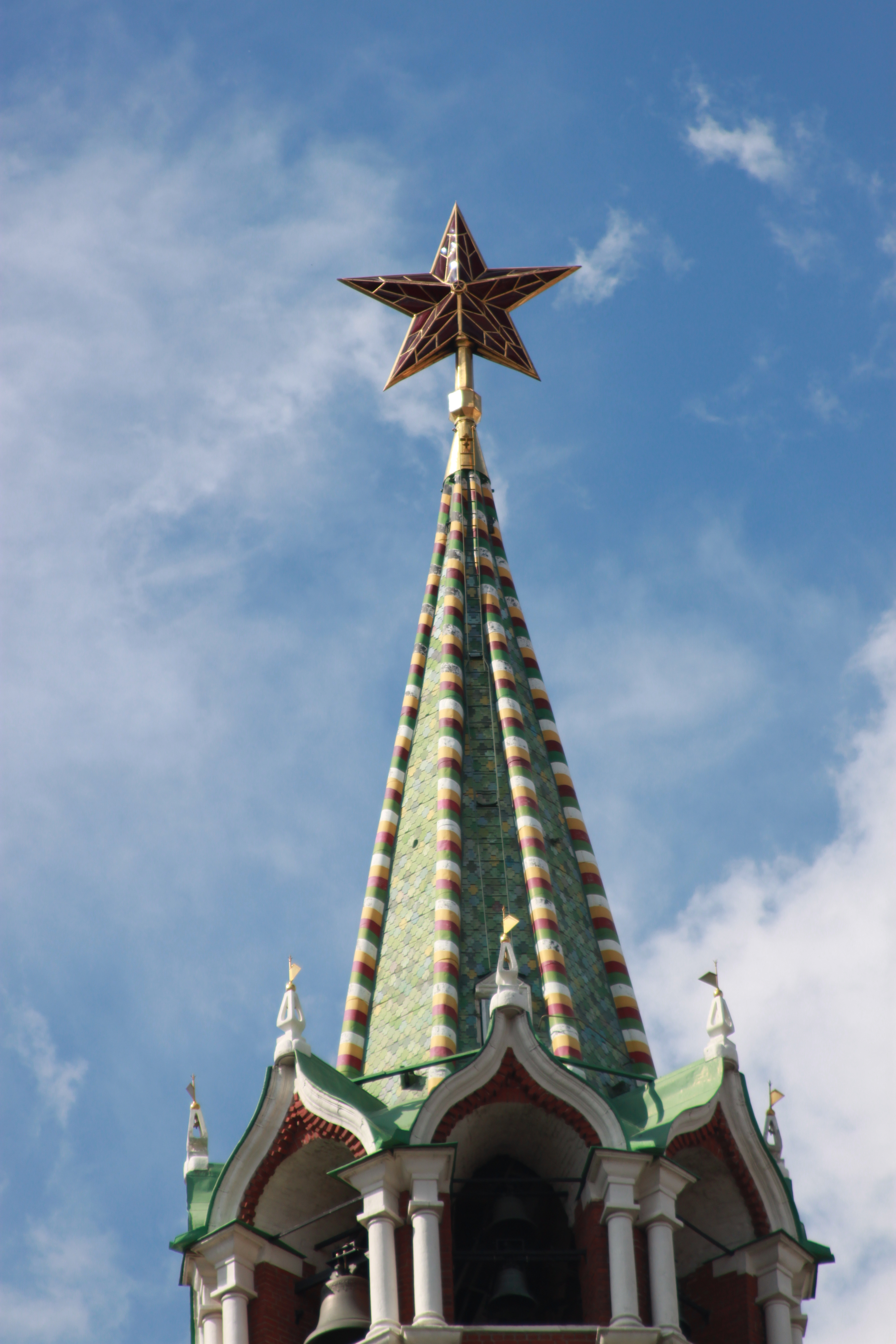
Gwiazda kremlowska na Baszcie Spasskiej
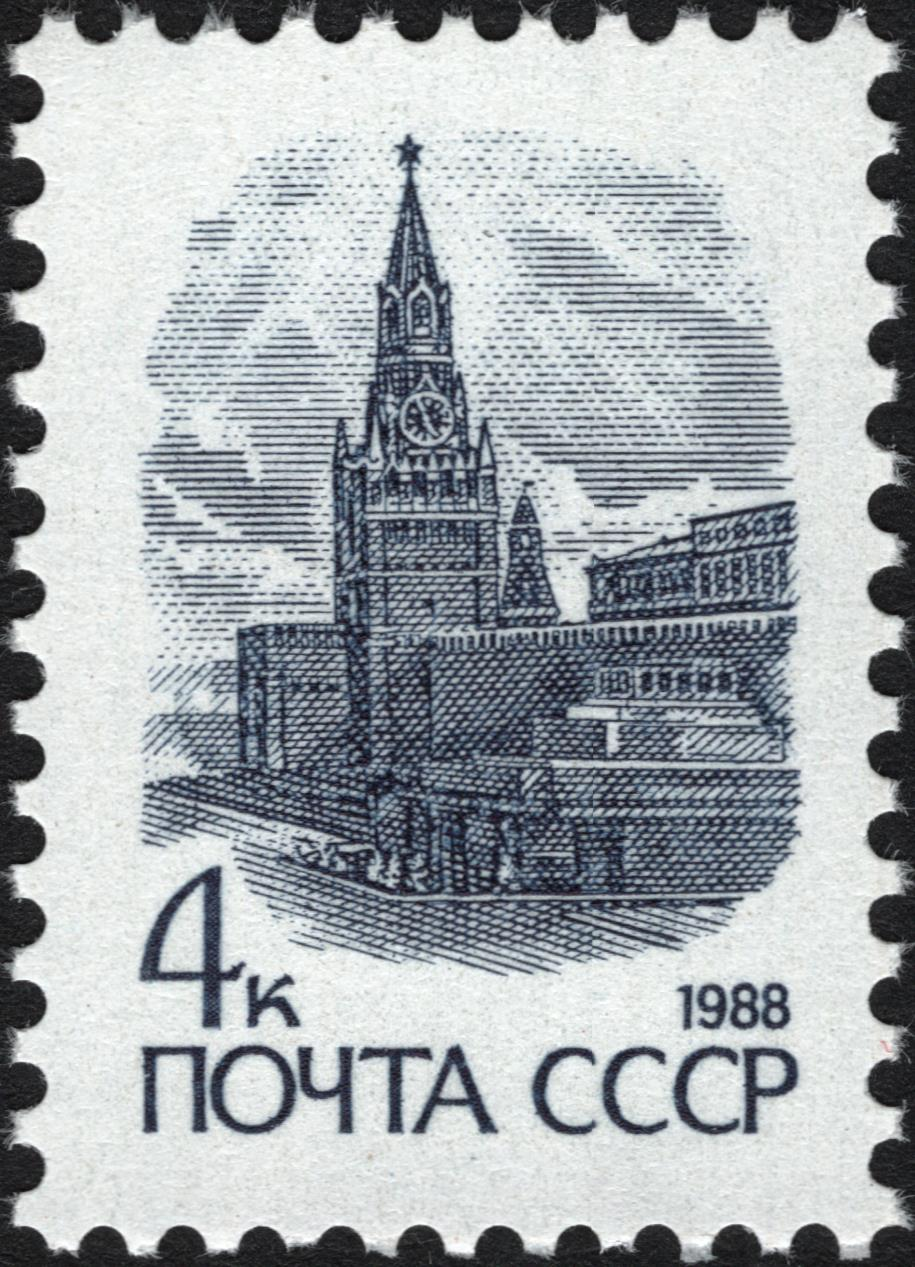
Sowiecki znaczek pocztowy z widokiem Baszty Spasskiej
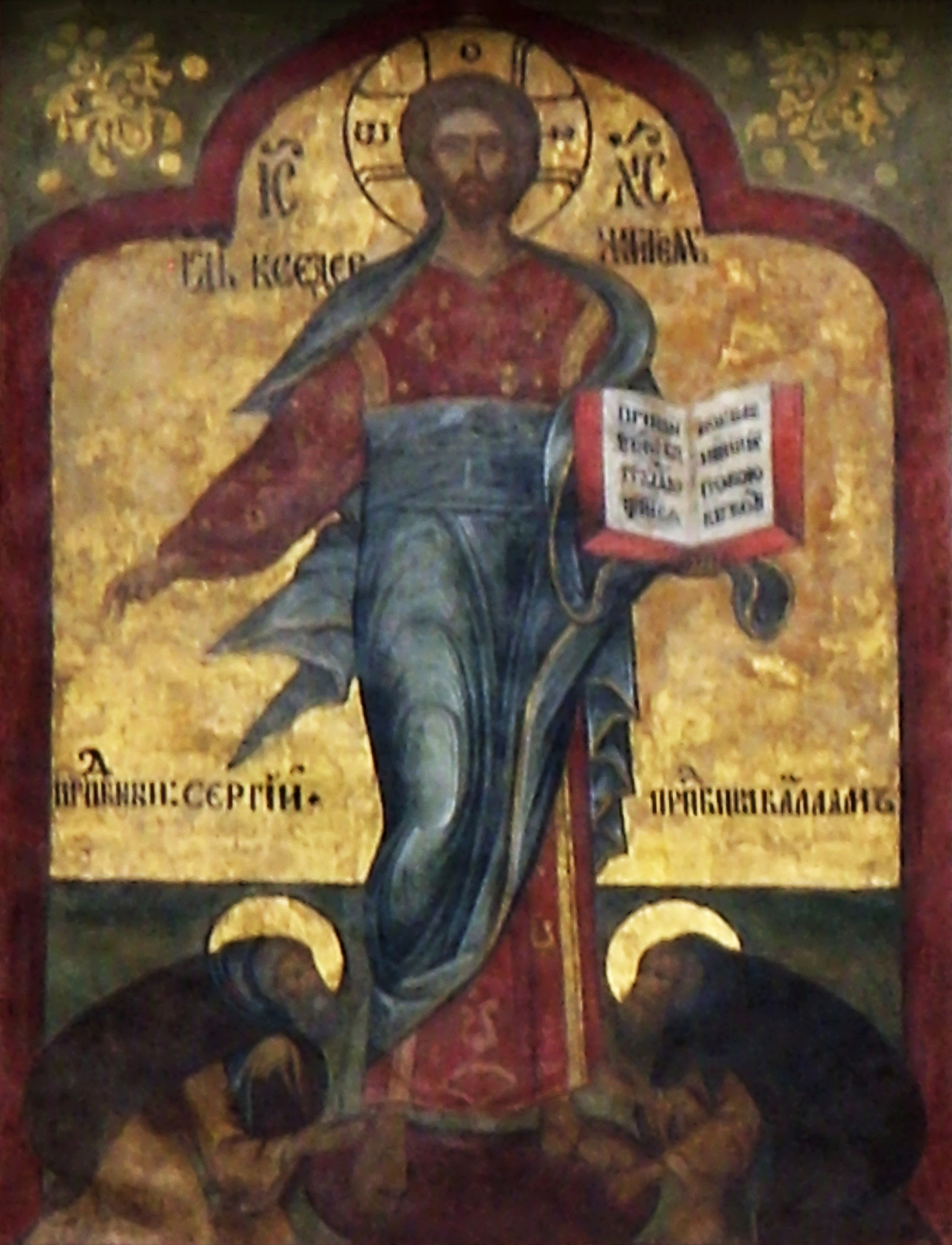
Ikona Zbawiciela (Spasa) Smoleńskiego na fasadzie Baszty Spasskiej
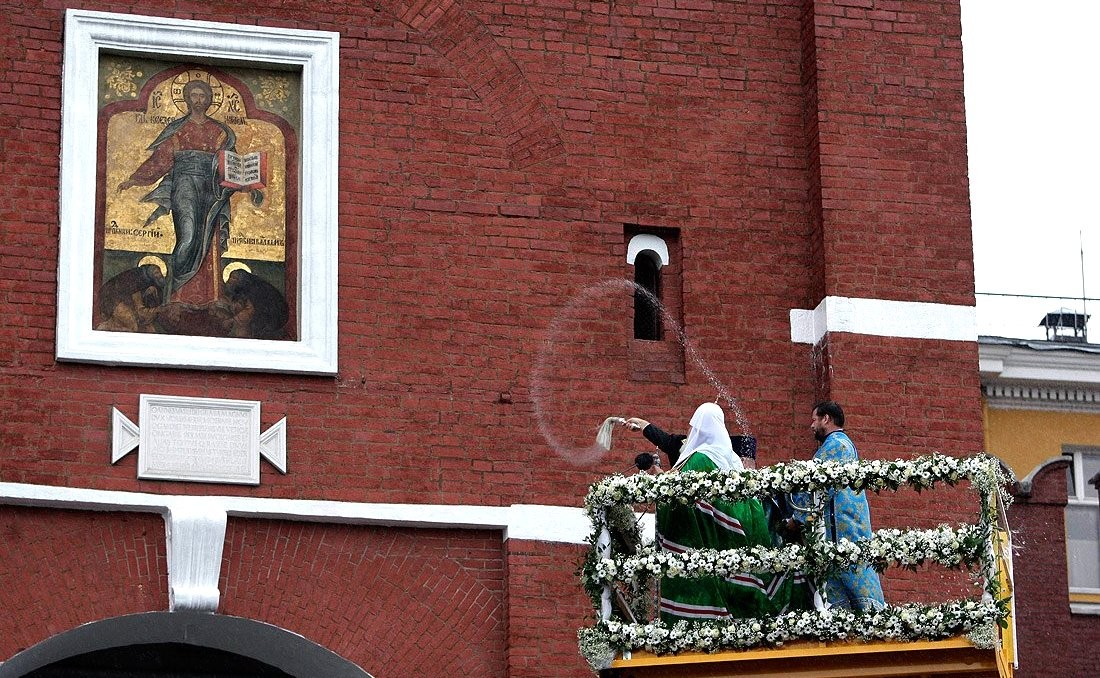
Poświęcenie ikony w sierpniu 2010
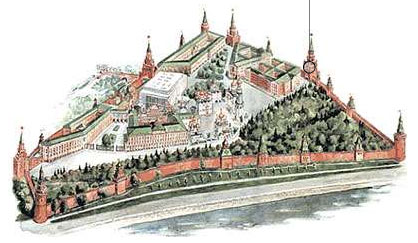
Baszta Spasska oznaczona okręgiem na mapie Kremla
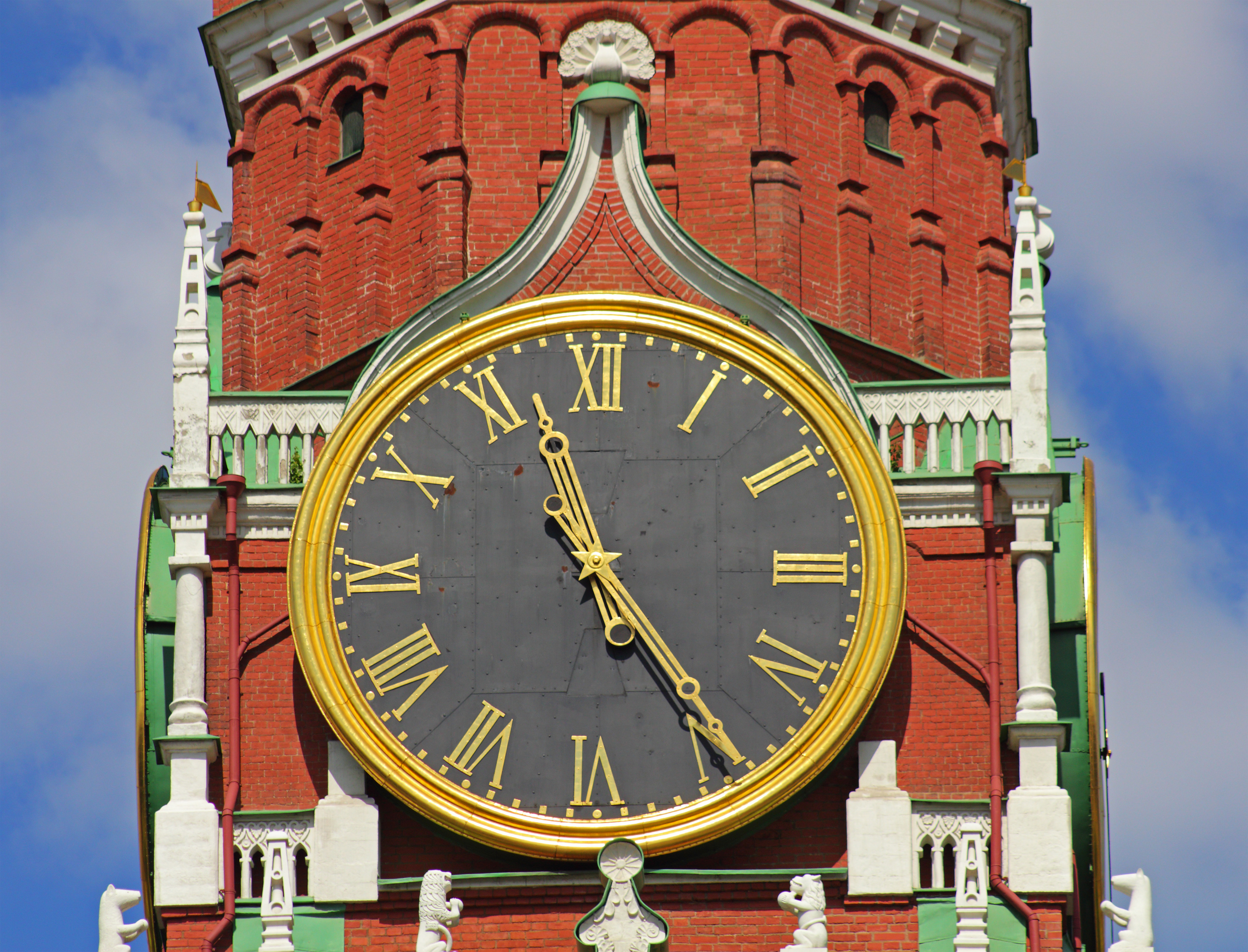
Zegar na wieży Baszty Spasskiej
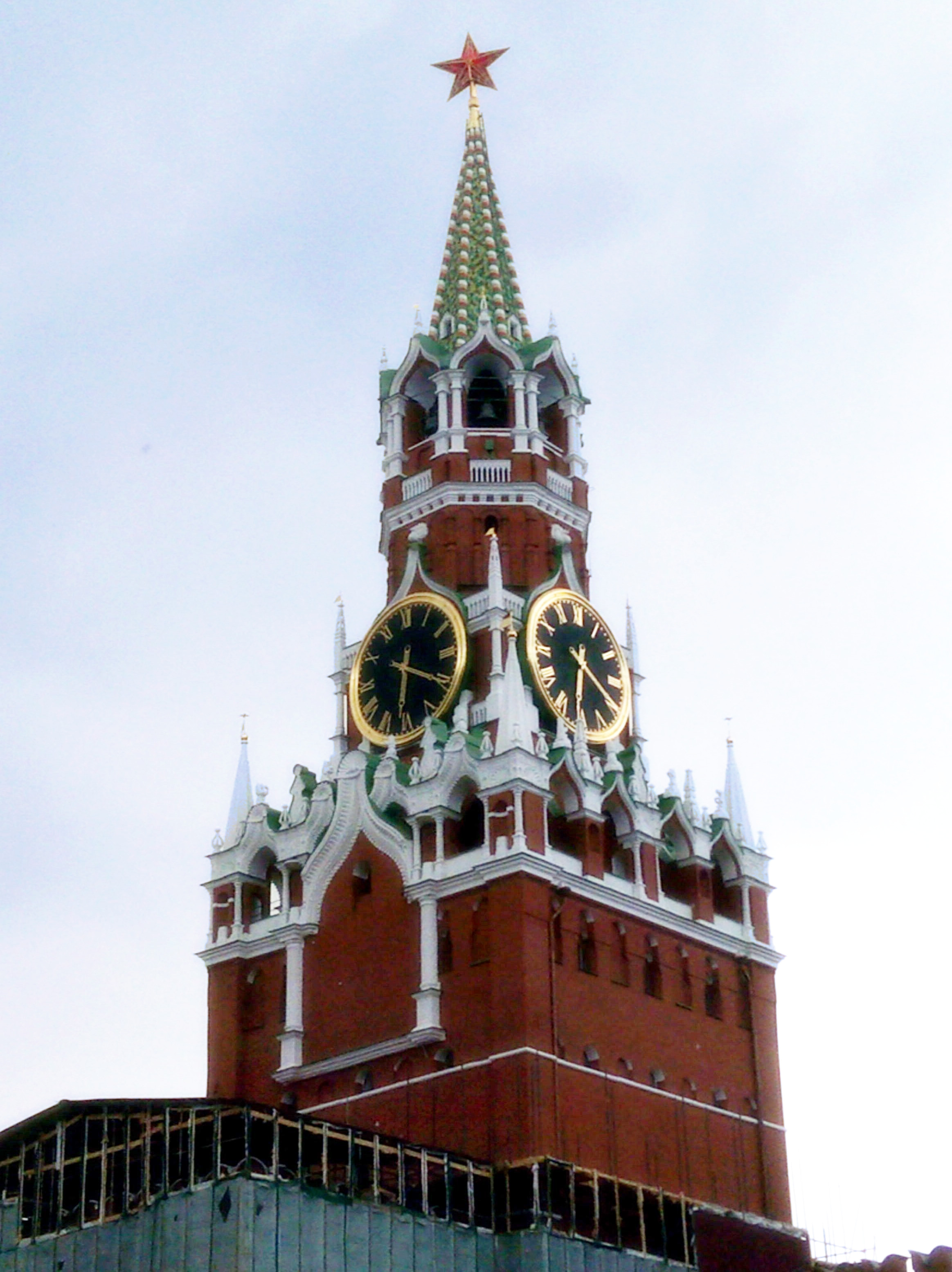
Baszta Spasska po renowacji w 2015